# NGC 6306
NGC 6306 (другие обозначения — UGC 10724, IRAS17069+6047, MCG 10-24-98, KAZ 5, ZWG 299.53, KCPG 504A, PGC 59654) — галактика в созвездии Дракон.
Этот объект входит в число перечисленных в оригинальной редакции «Нового общего каталога».